# 김기철 (성우)
김기철(1974년 11월 13일 ~ )은 한국의 남자 성우다. 1996년~1997년까지 온미디어 2기 공채 성우로 입사하여 활동했다가
1997년 MBC 14기 공채 성우로 재데뷔했다.

## 출연작품

### 방송
- 괴도 루팡(MBC)
- 꼬마 마법사 레미(MBC) - 고 선생님
- 꼬마 마법사 레미 #(MBC) - 봉글백작
- 돌고래 플리퍼(MBC)
- 러브 in 러브(애니원) - 레이
- 전설의 마법 쿠루쿠루(MBC)
- 몬스터(투니버스) - 하인츠
- 명탐정 코난(투니버스) - 장기상 / 허봉수
- 버즈 라이트이어(MBC)
- 부메랑 파이터(MBC)
- 스크라이드(투니버스) - 무크 / 테츠 / 수박탄
- 시티헌터(투니버스)
- 조이드 와일드(애니원) - 베이컨
- 천사가 될거야(투니버스) - 가브리엘
- 천재소년 지미 뉴트론(MBC) - 윌리
- 탐정학원 Q(투니버스) - 오바야시
- 토미와 오스카(MBC)
- 틴틴의 대모험(MBC)
- KPGA 스타크래프트 리그전(MBC게임)
- 다큐멘터리 드라마 격동 50년(MBC) - 박철언
- 만화열전 - 감격시대(MBC) - 가네자와 외
- 만화열전-레드문(MBC) - 사이보그
- 만화열전-마스카(MBC) - 케타
- 파워레인저 트레저포스(챔프) - 마르코 박사 / 퀘스터가이
- 아이실드 21(챔프) - 히루마 요이치
- 에어 (비디오 게임)(애니맥스) - 쿠니사키 유키토
- 판도라 하츠(애니박스) - 오스카 베델리우스
- 알쏭달쏭 빅터(SBS) - 마이크로 / 자이고
- 싸이킥스(MBC) - 카멜
- 씽씽씽 동요나라(SBS)
- 뽀뽀뽀 아이조아(MBC)
- 하록의 전설(애니맥스) - 토치로
- 검비의 모험(투니버스)
- 팬다와 친구들의 모험(투니버스)
- 허클베리핀의 모험(투니버스) - 가게 주인
- 쵸비츠(애니원) - 엿보기방 점장
- R.O.D(애니원) - 소년 파브르 / 아리안느
- 쿠션키즈(애니원) - 덜덜이
- 아이들의 장난감(애니원) - 시내 엄마의 전 남편
- 헌터X헌터(애니원) - 사장 / 시크언트
- 헌터X헌터 리메이크(애니맥스) - 릿포
- 라제폰(챔프) - 마모루
- 메다로트(챔프) - Mr.코털 / 해설
- 디어 보이즈(애니원) - 마상열
- CSI 뉴욕(MBC)
- CSI 마이애미(MBC) - 타일러 젠슨
- 블리치(애니맥스) - 그림죠 재거잭 / 아란칼
- 파워스톤(애니맥스) - 퍼스
- 잠수함 707 OVA(애니박스) - 길포드 / 치바타케
- 프로젝트 블루 지구 SOS(애니박스) - 월터
- 나이트워커(XTM)
- 조이드 신세기제로(챔프) - 벤자민
- 천공전사 젠키(투니버스) - 사운
- 오즈(투니버스)
- 피블의 모험4(MBC 무비스) - 트위치
- 배한성 배칠수의 고전열전(MBC 표준FM)
- 이효리쇼 2HYORI SHOW (Mnet) - 나레이션
- 똑?똑! 키즈스쿨 (MBC)
- 풋볼매거진골(SBS) - 나레이션
- 도그 위스퍼러(NGC) - 나레이션
- 브레인 게임(NGC) - 나레이션
- 아시아의 독사(NGC) - 나레이션
- 넘버스 게임(NGC) - 나레이션
- 인류 멸망의 징후(NGC)
- 풋볼매거진 골! (SBS) - 풋볼크레이지
- 마이 리틀 텔레비전 (MBC) - 뚝딱이
- 렛츠 고릴라 (KBS) - 도니, 매니
- 생방송 투데이 (SBS) - 잡다한 보고서

### 영화
- 꼬마 유령 캐스퍼(MBC)
- 닥터 두리틀(MBC)
- 리노의 도박사(MBC)
- 리플레이스먼트 킬러(MBC)
- 머니 토크(MBC)
- 빅 대디(MBC) - 식당 배달원(롭 슈나이더)
- 스타워즈 에피소드1(MBC)
- 아이 러브 트러블(MBC)
- 위트니스(MBC)
- 은밀한 유혹(MBC)
- 중화영웅(MBC) - 일본인(이찬삼)
- 총알 탄 사나이(MBC)
- 탑건(MBC)
- 파고(MBC)
- 세상의 중심에서 사랑을 외치다(MBC)
- 처음 만나는 자유(SBS)
- 용가리(KBS) - 마이클스 (알렉스 월터스)
- 메달리온(SBS) - 스네이크 헤드의 부하(폴 안드레오브스키)
- DOA(MBC) - 웨더비(스티브 하우이)
- 터미네이터2(MBC) - T-1000 (로버트 패트릭)
- 콘 에어(MBC) - 핀볼 (데이브 셔펠)
- 상하이 나이츠(MBC)
- D-13(MBC)
- 롤러볼(MBC)
- 살인 박쥐의 습격(MBC) - 지미
- 메이드 인 아메리카(MBC)
- 투모로우(MBC)
- 화소도(MBC)
- 어바웃 어 보이(MBC) - 존, 리
- 라스트 모히칸(MBC)
- 어싸인먼트(MBC)
- 트루먼 쇼(MBC)
- 블루 데블(MBC)
- 피고인(MBC)
- 탑건(MBC)
- 사선에서(MBC) - 빌 와츠 (게리 콜)
- 옹박(MBC) - 도박장 사회자
- 소친친(MBC)
- 제니퍼 연쇄 살인사건(MBC) - 트레비스
- 패스트 & 퓨리스(MBC) - 에드윈 (자 룰)
- 디레일드(MBC)
- 닌자 거북이2(MBC)
- 마우스 헌트(MBC) - 경찰(마이클 K. 로스)
- 고질라(MBC)
- 캐스퍼와 웬디(MBC)
- 아스테릭스 2: 미션 클레오파트라(MBC) - 아몬보피스의 부하(에드워드 몬 토우토)
- 순류역류(MBC) - 볼란도
- 스폰(MBC)
- 폴리스 스토리 2(MBC) - 회장(관산)
- 스트리트 파이터(MBC)
- 세 얼간이(MBC) - 차투르 (오미 베이디아)
- 프리잭(MBC)
- 퍼스트 어벤저 - 아르님 졸라 (토비 존스)
- 캡틴 아메리카: 윈터 솔져(MBC) - 아르님 졸라 (토비 존스)
- 아이큐(MBC) - 실험자(대니 존)
- 중화영웅 (MBC) - 일본인(이찬삼)
- 스파이더맨: 뉴 유니버스 - 피터 B. 파커 / 스파이더맨
- 스파이더맨: 파 프롬 홈 - 해피 호건(존 파브로)
- 스파이더맨: 노 웨이 홈 - 해피 호건(존 파브로) / 리저드(리스 이판) / 에디 브록(톰 하디)

### 목소리 출연
- 2018년 염력 - 치킨집 성우 역
- 2018년~ TV조선 뉴스 9 - 포커스 내레이션

### 광고
- 굽네치킨
- 위메프
- 스포츠 굿데이
- 하벤
- 삼성화재
- 조흥은행

## 같이 보기
- 문화방송 성우극회
- MBC 마이 리틀 텔레비전에 뚝딱이로 출연하여 일명 '뚝딱이 캐리'로 주목받고 있다.